# Tony Linfjärd
Tony Linfjärd, född i Göteborg 1963, är en svensk gitarrist, kompositör och musikproducent. Han har som beställningskompositör mestadels komponerat och producerat musik för storföretag såsom Ikea och Volvo men även till drama, t.ex. till barnfilmen Flickan och dimman. I det egna produktionsbolaget Blue Ball Music har Tony Linfjard gett ut flera musikalbum under eget namn  och hans beställningsmusik har belönats med såväl svenska som internationella priser.

## Diskografi i urval

### I eget namn
- 2014 - Evergreen 2[4]
- 2013 - Evergreen[5]
- 2010 - In My Own Sweet Way[6]
- 2001 - The Divine Comedy of Dante[7]
- 1997 - Projects 1990-1996[8]
- 1995 - Take Off[9]
- 1990 - One[10]

### Produktionsmusik för film
- 2006 - Jazz, Jazz, Jazz ...[11]
- 1996 - Top Gear[11]